# エース・ブックス
エース・ブックス（英: Ace Books）は、サイエンス・フィクション (SF) とファンタジーの書籍を専門とする出版社であり、現在も出版を続けている中では最古参である。1952年、アーロン・A・ウィンがニューヨークで創設した。当初はミステリーと西部劇を中心とした出版社だったが、間もなく他のジャンルにも進出し、1953年には最初のSF作品を出版している。そして、SFへの進出が成功し、SFが同社の中心となっていった。他にも、ノンフィクション、ゴシック小説、メディアとのタイアップによるノベライゼーション、恋愛小説なども手がけてきた。
エースは、いわゆる dos-à-dos 形式（2つの作品を背中合わせで一冊にした形式）の本で知られているが、これは同社が考案した形式ではない。初期の作品の多くは、このエースダブル (Ace Double) 形式で出版され、エースでは1973年までジャンルの異なる作品もエースダブル形式で出版していた。これは本の収集家をひきつけ、珍しい作品の状態のよい古本は千ドルの値がつくことがある。
エースはバランタイン・ブックスと共にSF出版業界を最初の約10年間リードしてきた。しかし、1967年に創設者ウィンが死去すると、同社の幸運にも翳りが見えるようになってきた。2人の著名な編集者ドナルド・A・ウォルハイムとテリー・カーは1971年に同社を退職し、1972年にはエース・ブックスは Grosset & Dunlap に売却された。その後のM&Aで Berkley Books の一部となった。さらに、ペンギン・グループのインプリントとなり、その編集スタッフは別のインプリントである Roc Books と共通となっている。。

## 会社設立とエースダブル
編集者ドナルド・A・ウォルハイムは1952年、エイボン・ブックスで働いていたが、自分の仕事に満足できなかった。転職を考えていたころ、アーロン・A・ウィンに会う機会があり、彼に新たなペーパーバック出版社を始めることを持ちかけた。ウィンはパルプ・マガジンなどの出版で知られる A. A. Wyn's Magazine Publishers のオーナーである。ウィンの出版するパルプ・マガジンとしては Ace Mystery や Ace Sports があり、エース・ブックスという名称はそれらに由来していると思われる。ウィンはウォルハイムの考えを気に入ったが、実行に移すまで数ヶ月を要した。その間、ウォルハイムは職を転々とし、その中にピラミッド・ブックスでの編集助手の仕事があった。ピラミッド社は身元保証人としてウィンの妻であるローズに電話を入れた（ウォルハイムが彼女の下で働いていたと勘違いしていた）。ローズがウォルハイムが転職したことを夫に知らせると、ウィンは心を決め、ウォルハイムを編集者として雇ったのである。
エース・ブックスの最初の本は2つのミステリ小説（キース・バイニングの Too Hot for Hell とサミュエル・W・テイラーの The Grinning Gismo）を背中合わせに一冊にしたもので、価格は35セント、シリアル番号は D-01 だった。これは、本をひっくり返すともう一方の小説を最初から読めるようになっているもので、両面が表紙になっていて、（時には間に広告ページを挟んで）真ん中あたりに2つの小説の末尾が来るようになっているものである。この形式はエース・ブックスの発明のように思われているが、そうではない。しかし、その後21年間に渡ってエース・ブックスがこの形式で本を出版し続けたため、同社がこの形式では最も有名となった。この「エースダブル (Ace Double)」形式の欠点は、2つの小説の長さが制限される（合計で256ページから320ページ）点で、そのために一方または両方の小説を短くしなければならないことがしばしばあった。表紙には "Complete and Unabridged"（完全版であって短縮版ではない）とあったが、実際には短縮版ということがあった。
主なDシリーズの初期作品としては、ウィリアム・S・バロウズの処女長篇『ジャンキー』（ウィリアム・リーの筆名を使用）、フィリップ・K・ディック、ロバート・ブロック、ハーラン・エリスン、ルイス・ラムーア（筆名としてジム・メイヨーも使用）らの作品がある。
初期シリーズ最後のエースダブルは John T. Phillifent の Life with Lancelot とウィリアム・バートンの Hunting on Kunderer を一冊にしたもので、1973年8月（シリアル番号 #48245）に出版された。1974年には再びエースダブルの名が復活したが、それまでとは異なり普通に2作品を一冊にしたものになっていた。エースダブルの出版は1988年まで続いた。エース・ブックスは650冊弱のエースダブルを出版し、そのうち600冊以上が古い形式（両表紙でひっくり返して読む形式）である。

## 1950年代から1960年代: ジャンルの特化
エース・ブックスの2冊目は西部劇もので、ウィリアム・コルト・マクドナルド の Bad Man's Return と J. Edward Leithead の Bloody Hoofs を一冊にしたものであった。当初はミステリーと西部劇をほぼ交互に出版していたが、例外としてP・G・ウッドハウスの Quick Service と The Code of the Woosters を一冊にしたものがある。1953年、A・E・ヴァン・ヴォークトの『非Aの世界』と『宇宙製造者』を組み合わせた一冊でSF進出した（それ以前に、SF的ストーリーである セオドア・S・ドラックマンの Cry Plague! があったが、これと組み合わせられた レスリー・エジレイの The Judas Goat はSFではない）。その後もSF作品のエースダブルが出版され、徐々に比重が大きくなっていった。1955年にはミステリーや西部劇よりもSFの方が多くなり、1961年以降はミステリーと西部劇を合わせたよりもSFの方が多くなった。エース・ブックスは1950年代には、非行少年を主人公とした小説も出版していて、現在ではコレクションの対象となっている。例えば D-343 The Young Wolves（Edward De Roo）、D-378 Out For Kicks（Wilene Shaw）などがある。
ヴァン・ヴォークトのエースダブルの直後、エースダブル形式でない最初の本としてドロシー・マローンの Cookbook for Beginners が出版された。1954年には小説も単独で出版されるものが出てきたが、それらの多くはエース・ブックスの主要3ジャンル以外のものだった。しかし1960年代には、主要ジャンルの作品も単独で出版されるようになってきた。この変化はシリアル番号のシリーズを表す先頭のアルファベットに表れている。単独で出版されるSF作品はFシリーズまたはMシリーズに分類されているが、当初からあるD/G/SシリーズやKシリーズに属する単独作品は主要ジャンル以外のものがほとんどである。
1950年代末には、エース・ブックスは年間100冊以上を出版しており、そのほとんどが主要3ジャンルだった。ほとんどが一冊35セントだが、薄いものは25セント、分厚いものは50セントで売られていた。1960年代にはコスト上昇に伴って値上げされ、40セントや45セント以上になった。1967年のフランク・ハーバートの『デューン』は分厚かったため、95セントだった。他のジャンルの本も多数出版しており、例えば「看護婦ロマンス」ものも多数出版している（1960年のジョーン・サージェントの Cruise Nurse とマーガレット・ハウの Calling Dr. Merriman を一冊にしたものが最初である）。60年代末にはそのようなタイトルを年間70冊以上出版しており、他にもゴシック小説、自己啓発本など様々なジャンルの本を出版していた。

### SF界のリーダー
1950年代から60年代にかけて、エース・ブックスはバランタイン・ブックスと共にSFペーパーバック界をリードした。SFの読者が増えるに従って他の出版者も参入したが、この2社には敵わなかった。
市場を寡占したのは出版した書籍数のせいだけではない。エースは後に有名となるSF作家の処女長編をいくつも出版している。以下に例を挙げる。
- フィリップ・K・ディック 『太陽クイズ』（1995年、D-103、リイ・ブラケット 『文明の仮面をはぐ』とバインド）
- ゴードン・R・ディクスン Alien from Arcturus （1956年、D-139、Nick Boddie Williams の The Atom Curtain とバインド）
- サミュエル・R・ディレイニー 『アプターの宝石』 （1962年、F-173、ジェイムズ・ホワイト Second Ending とバインド）
- アーシュラ・K・ル＝グウィン 『ロカノンの世界』 （1966年、G-574、アヴラム・デイヴィッドスン The Kar-Chee Reign とバインド）
- ロジャー・ゼラズニイ 『わが名はコンラッド』（1966年、F-393）
- R・A・ラファティ 『トマス・モアの大冒険 -パスト・マスター』 （1968年、H-54）

他にも、ジョン・ブラナー、トマス・M・ディッシュ、ロバート・シルヴァーバーグといった作家の初期作品を出版していた。

## 1960年代中ごろ
1964年、SF作家でもあるテリー・カーが編集者として入社し、1968年に Ace Science Fiction Specials というシリーズを開始した。これには、アレクセイ・パンシン、R・A・ラファティ、ジョアナ・ラス、アーシュラ・K・ル＝グウィンらの重要な小説が含まれている。1960年代後半には、いくつかのテレビ番組に基づいたノベライゼーションの権利も獲得しており、0011ナポレオン・ソロのシリーズやプリズナーNo.6三部作などが有名である。
また、カーとウォルハイムの共同編集で Year's Best Science Fiction というアンソロジーを毎年出版した。また、カーは Universe というオリジナルアンソロジーのシリーズでも成功している。Universe はエース・ブックスから出版されていたが、1971年にカーが退社するとシリーズも他社に移っていった。
1965年、ウォルハイムはアメリカ版『指輪物語』（J・R・R・トールキン）の著作権に抜け穴があることに気づいた。ホートン・ミフリン版は、イギリスの アレン・アンド・アンウィン版の印刷されたページの利用に関する権利を保有しているだけで、アメリカではテキストそのものは著作権で保護されていなかったのである。そこでエース・ブックスはトールキン作品の初のペーパーバック版をジャック・ゴーハンのイラスト付きで出版した。その後激しい論争が起き、バランタイン・ブックスからトールキンのお墨付きの版が出た（その中にはトールキンの「無認可版ではなくバランタイン版を買って欲しい」という旨のメッセージが記されていた）。結局エース・ブックスはトールキンにロイヤリティを支払うことで合意し、その後も出版を続けた。その後、エース・ブックスの主張する著作権に関する考え方は間違っているとされ、そのペーパーバック版はアメリカの著作権法に違反しているとされた。
ウィンは1967年に亡くなった。エース・ブックスは手を広げすぎたために、財政的に破綻し、作家への支払いが滞るようになっていた。契約時ボーナスを支払う金がない状況で、ウォルハイムは作家との契約をするのをしぶっていた。例えば、正しい契約がされていない本が印刷に回されたことがあり、ウォルハイムは後になってその作家がエース・ブックスに3000ドルの借金をしていたことを知った。
ウォルハイムとカーは1971年にエース・ブックスを辞めた。ウォルハイムは New American Library と共に新たなペーパーバック出版社を立ち上げる計画を持っていて、DAWブックスを創設した。カーはフリーの編集者となり、カーとウォルハイムは Year's Best Science Fiction のアンソロジー編集を続行した。

## 子会社化
1970年代初め、エース・ブックスは古い出版社 Charter Communications の一部門となっていた。
1972年、Grosset & Dunlap がエース・ブックスを買収し、1982年、Grosset & Dunlap が G.P. Putnam's Sons に買収された。当時、エース・ブックスは Grosset & Dunlap の唯一の黒字部門だった。間もなく、エース・ブックスは親会社のSF分野のインプリントとなった。1970年代末から1980年代初めにかけて、Grosset & Dunlap は Ace Charter Books というインプリントを運営しており、ミステリー小説を主に扱っていた（レスリー・チャータリスのサイモン・テンプラーシリーズなど）。
カーは1984年、フリーランスの編集者としてエース・ブックスに戻り、処女長篇を集めた新たな Ace Specials のシリーズを立ち上げ、最初のシリーズよりも成功を収めた。その中には1984年だけでも、ウィリアム・ギブスンの『ニューロマンサー』、キム・スタンリー・ロビンソンの『荒れた岸辺』、ルーシャス・シェパードの『緑の瞳』、マイクル・スワンウィックの In the Drift が含まれる。これらはいずれも後にSF界で大物となった作家の処女長篇である。
1996年、ペンギン・グループが Putnam Berkley Group を買収し、エース・ブックスをやはりSF分野のインプリントとした。

## 編集者
以下の人々はエース・ブックスで編集者として働いたことのある著名人である。エース・ブックスで働き始めた順に列挙している。
- ドナルド・A・ウォルハイム (1952 – 1971)[4][12]
- テリー・カー (1964 – 1971)、フリーの編集者 (1984 – 1988?)[18]
- フレデリック・ポール (1971 – 1972)[19]
- エレン・カシュナー[20]